# Sněhov
Sněhov je vesnice, část obce Malá Skála v okrese Jablonec nad Nisou. Nachází se asi jeden kilometr severně od Malé Skály. Sněhov je také název katastrálního území o rozloze 4,39 km². V katastrálním území Sněhov leží i Bobov, Labe a Malá Skála.

## Historie
První písemná zmínka o vesnici pochází z roku 1382.